# Iuri Kuznetsov
Iuri Kuznetsov   (Bakú, 2 d'agost de 1931 - Moscou, 4 de març de 2016) fou un futbolista azerbaidjanès de la dècada de 1950.
Fou 3 cops internacional amb la selecció soviètica. Pel que fa a clubs, defensà els colors de Neftchi Bakú i Dinamo Moscou.